# Alexandre de Vendôme

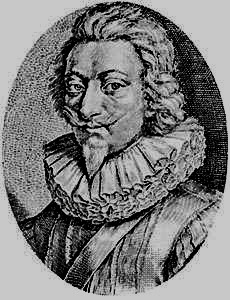
Alexandre de Bourbon, chevalier de Vendôme, Anonym

Alexandre de Vendôme (* 19. April 1598 in Nantes; † 8. Februar 1629 auf Schloss Vincennes) war ein unehelicher Sohn von König Heinrich IV. und Gabrielle d’Estrées.
Er hieß anfangs Alexandre bâtard de Bourbon und ab seiner Legitimierung am 1. April 1599 Alexandre de France; genannt wurde er Alexandre Monsieur, dann le Chevalier de Vendôme oder Monsieur le Chevalier.

## Leben
Von seiner Geburt an bis zu seinem Tod bekleidete er das Amt des Gouverneurs von Caen, am 1. Februar 1604 trat er in den Malteserorden ein. Er wurde Großprior von Frankreich und General der Galeeren des Ordens, sowie Abt von Marmoutier (1610).
König Ludwig XIII. beschloss im Jahr nach seiner Volljährigkeit, im Oktober 1614, eine Gesandtschaft nach Rom zu Papst Paul V. zu schicken und  wählte seinen Halbbruder Alexandre de Vendôme als Leiter dieser Gesandtschaft.
1626 nahm Alexandre de Vendôme an der Seite seines Bruders César und seines Halbbruders Gaston d’Orléans an der Chalais-Verschwörung teil, die sich gegen Kardinal Richelieu richtete, der Premierminister von König Ludwig XIII. war. Nach seiner Verhaftung wurde er in Amboise und später in Vincennes inhaftiert, wo er 1629 starb. Er wurde in der Kirche der Oratorianer in Vendôme bestattet.